# 斯卡达里加

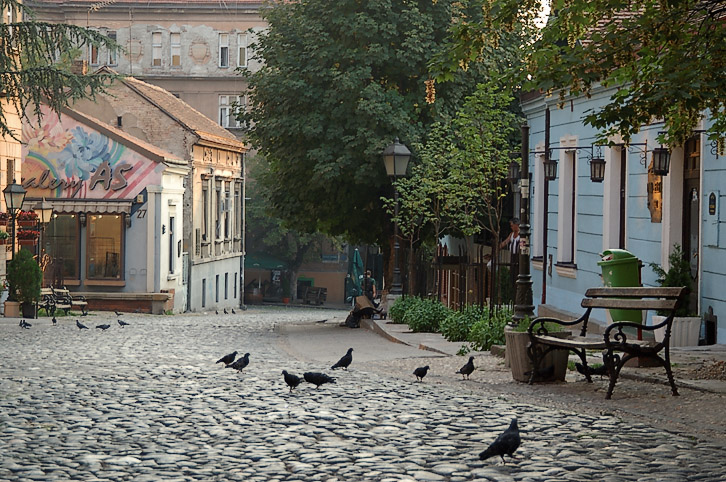
斯卡达里加街道

斯卡达里加是塞尔维亚首都贝尔格莱德一条老式的街道，一个城市居民区和前市政当局所在地。 它位于贝尔格莱德的旧格拉德（老城区）。  斯卡达里加保留了部分传统城市建筑的氛围，包括其古老的城市组织，并被称为贝尔格莱德主要的波希米亚主义区域，类似于巴黎的蒙马特。
斯卡达里加是贝尔格莱德继卡莱梅格丹公园之后访问量第二大的旅游胜地，贡献了该市外汇收入的三分之一。

## 图集

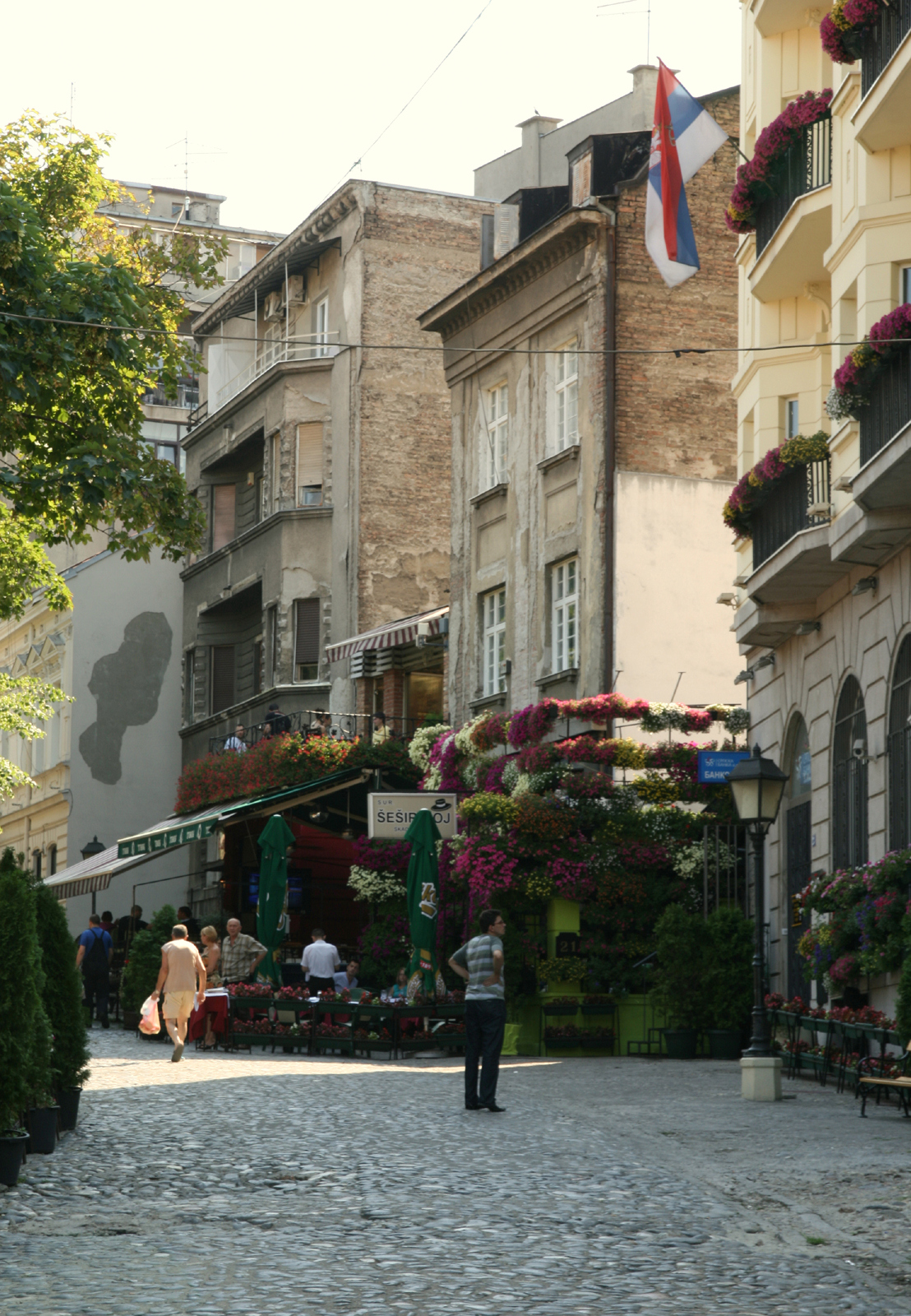
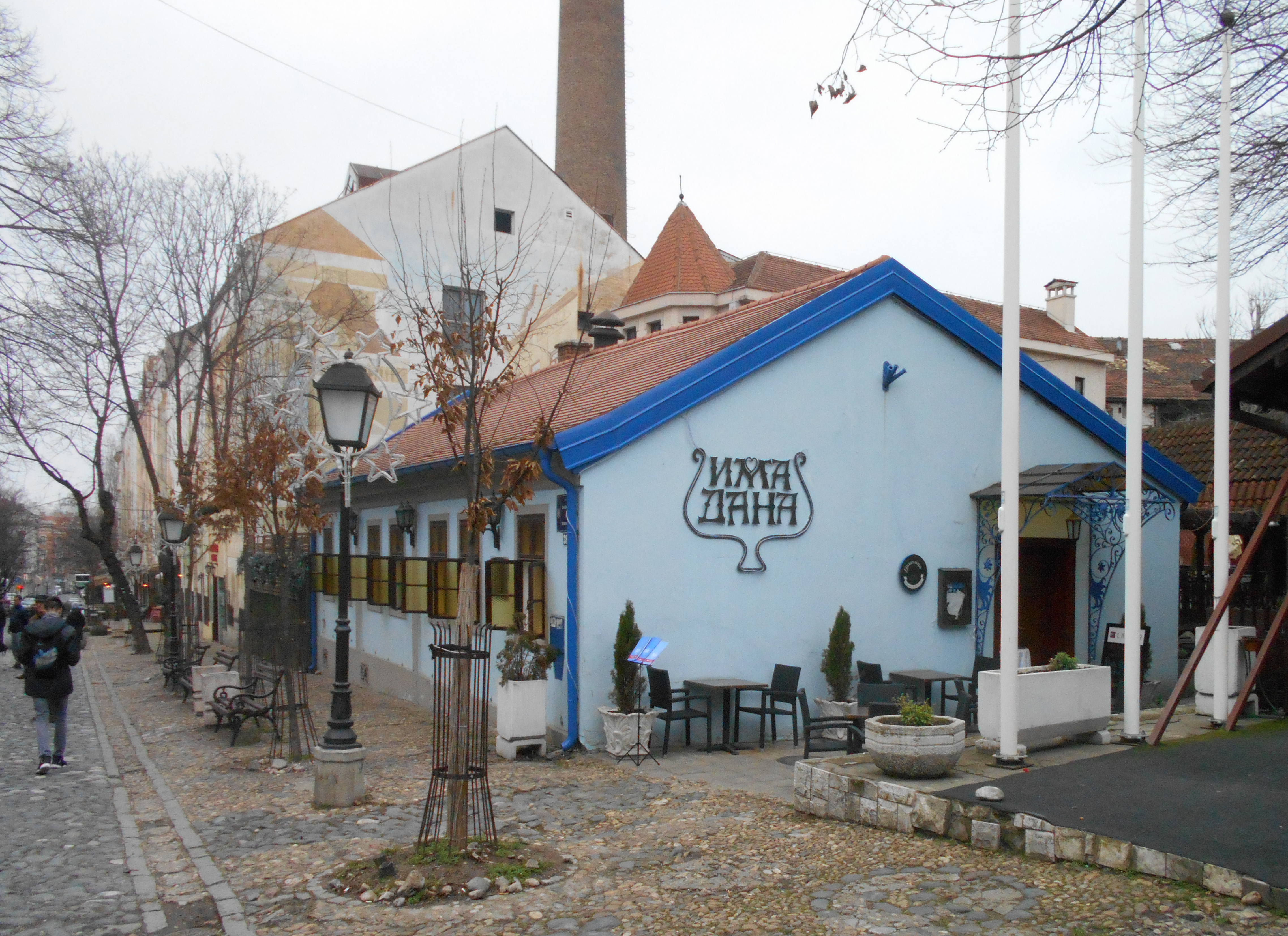
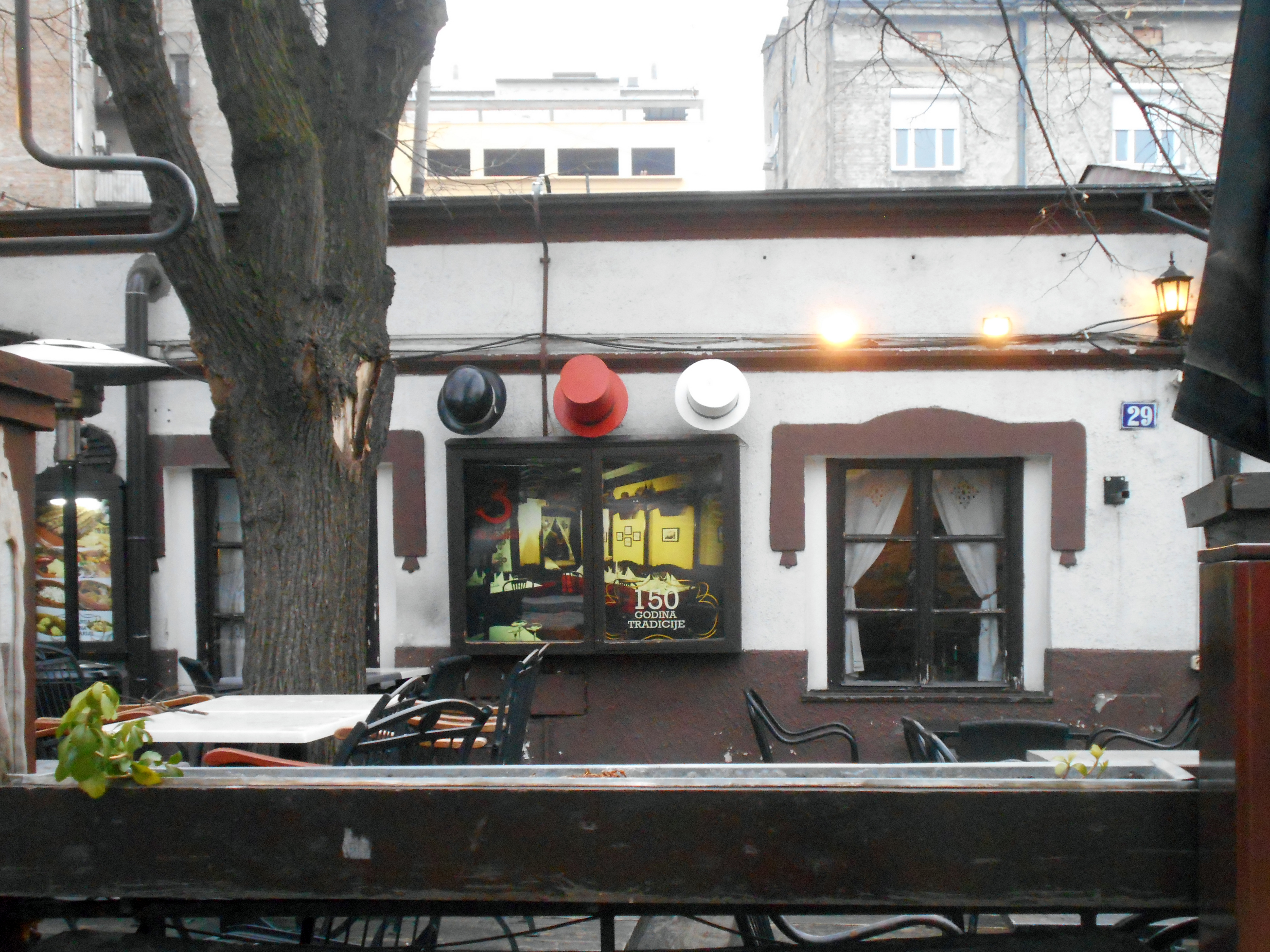
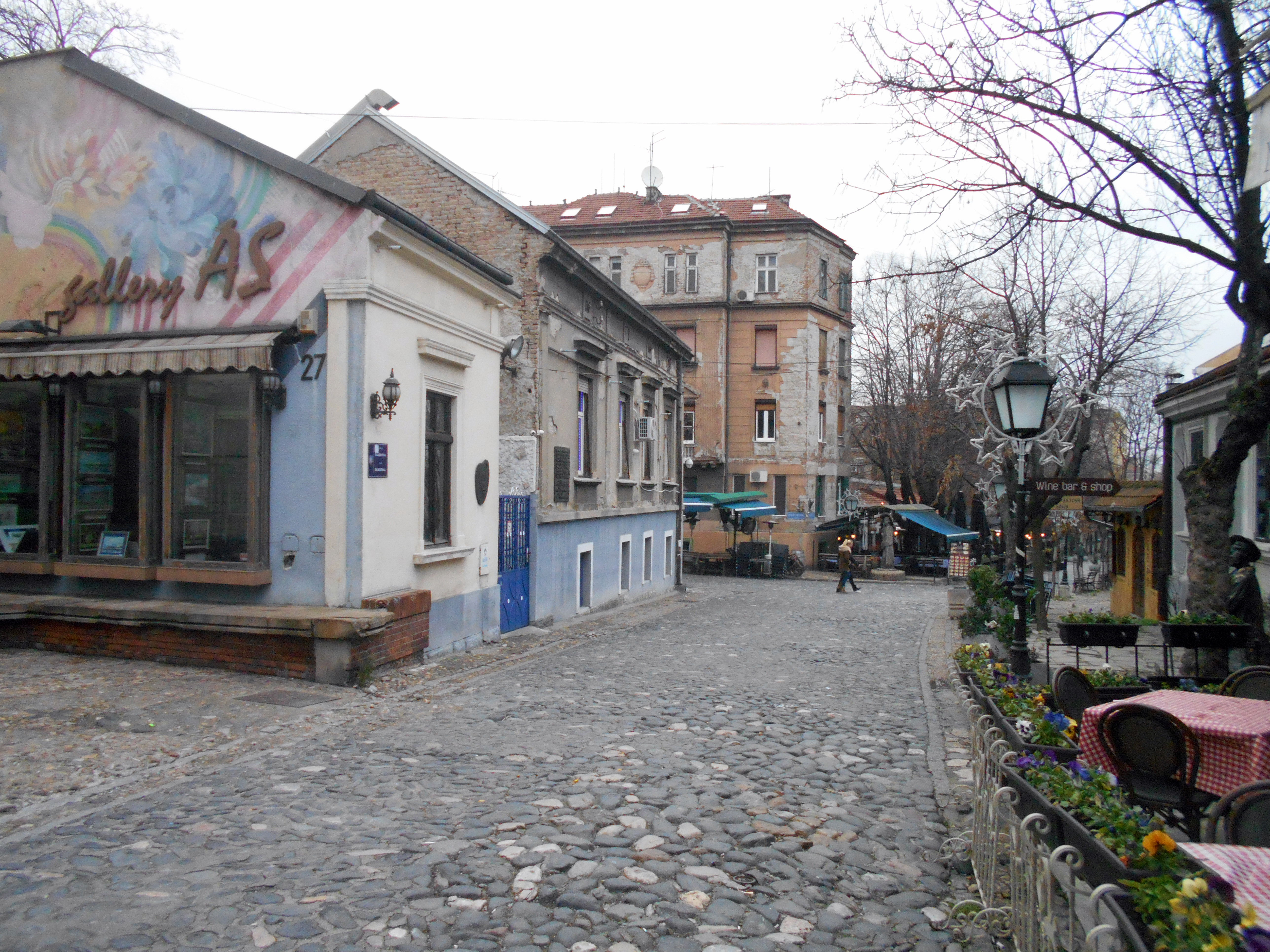
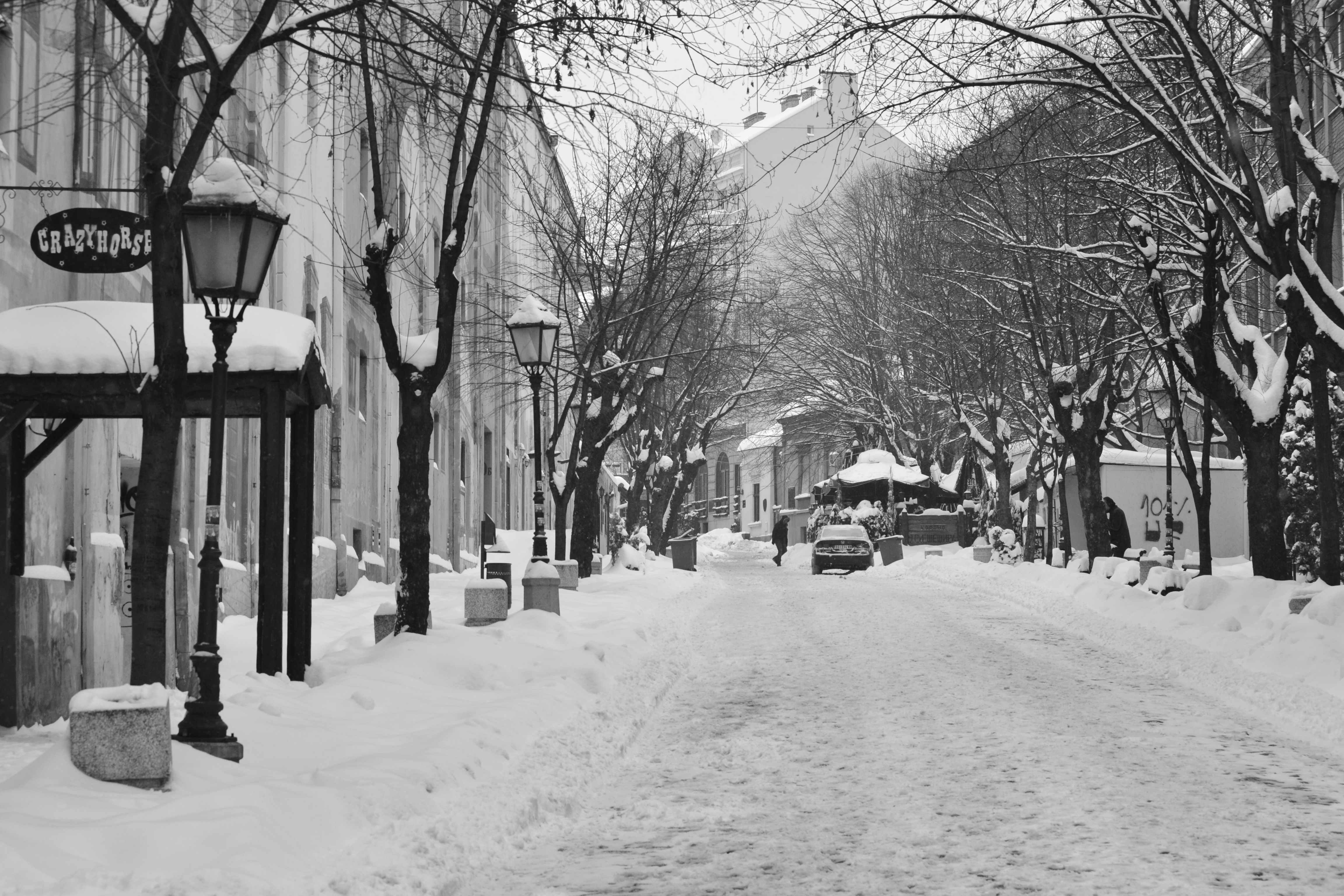
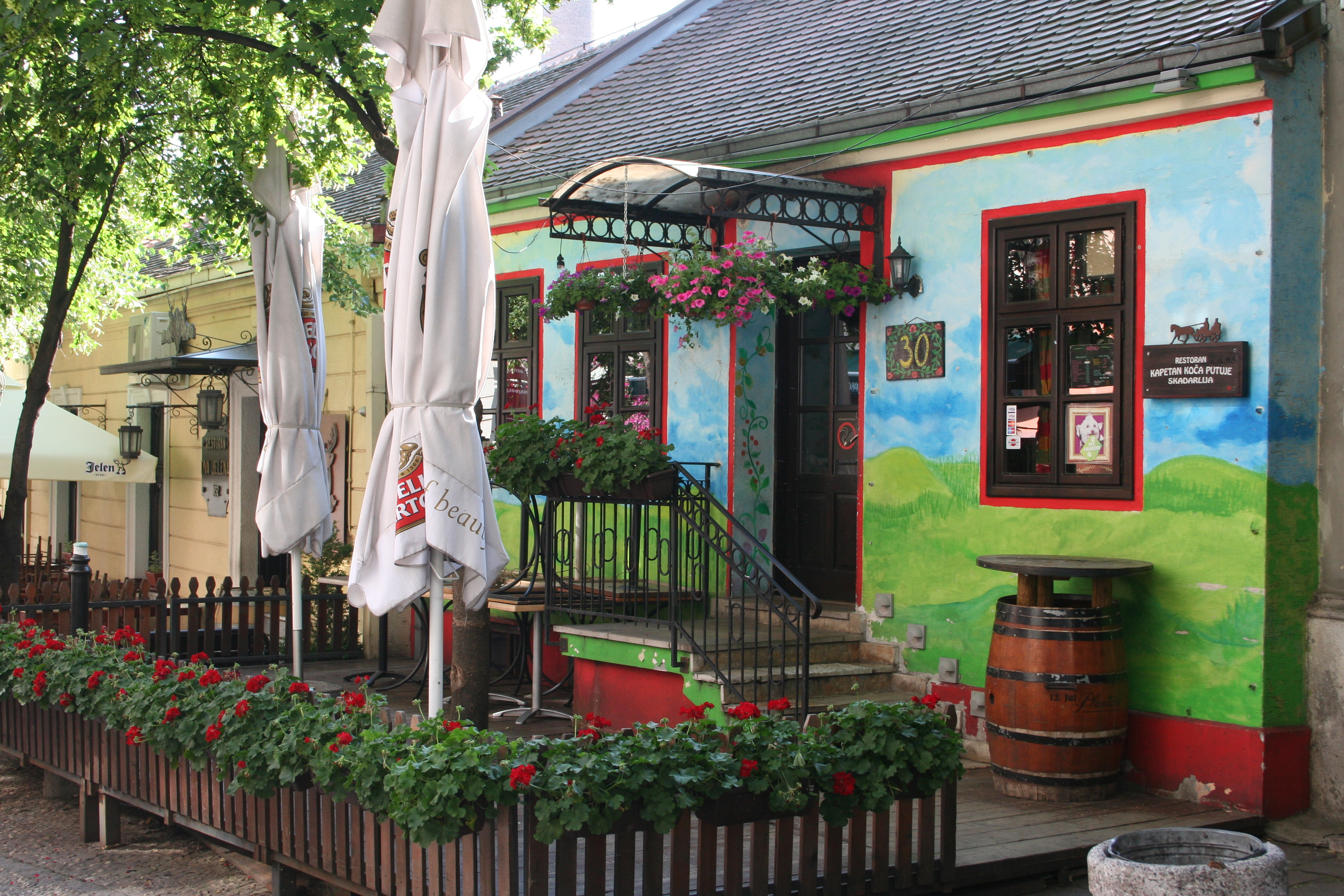
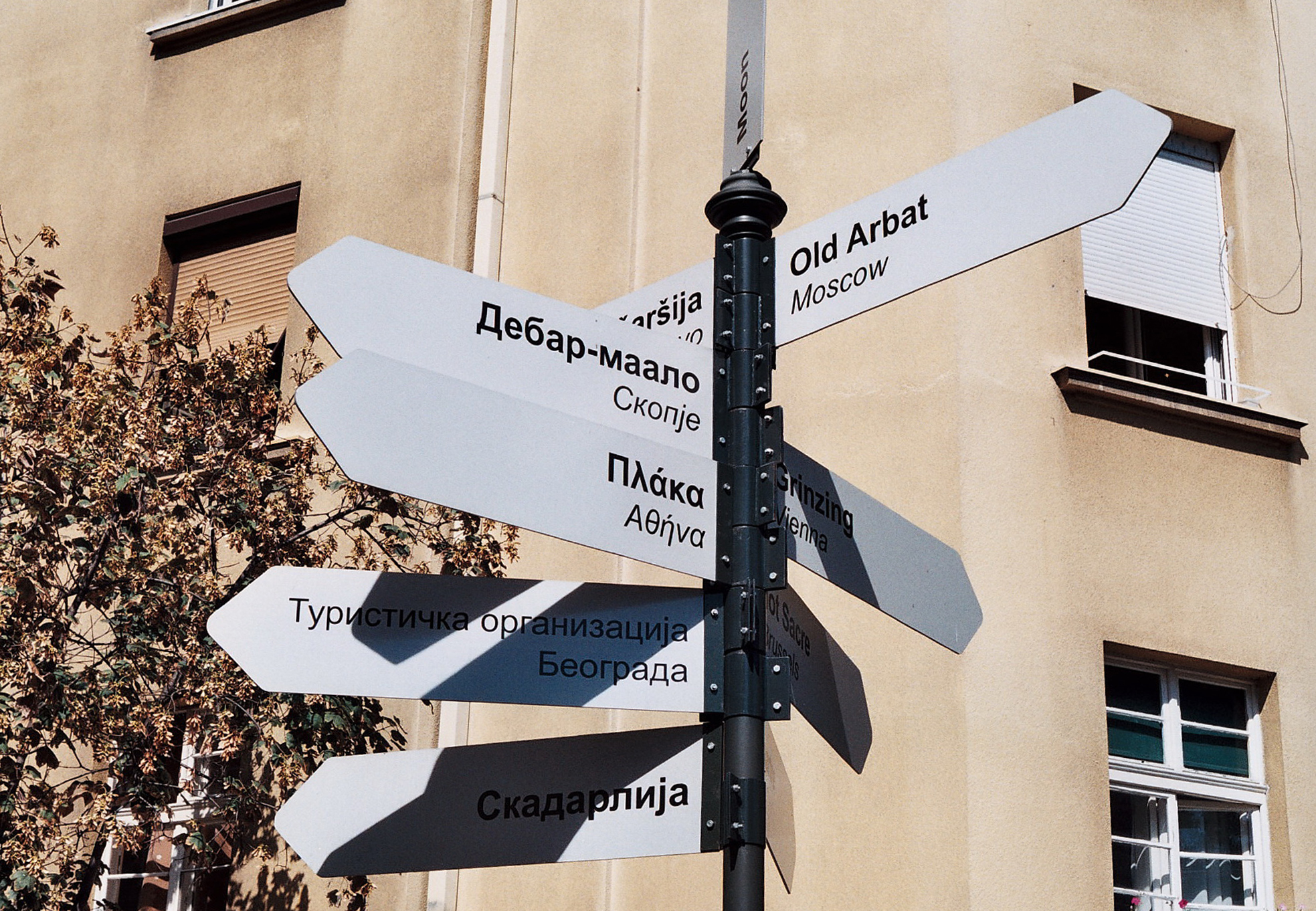
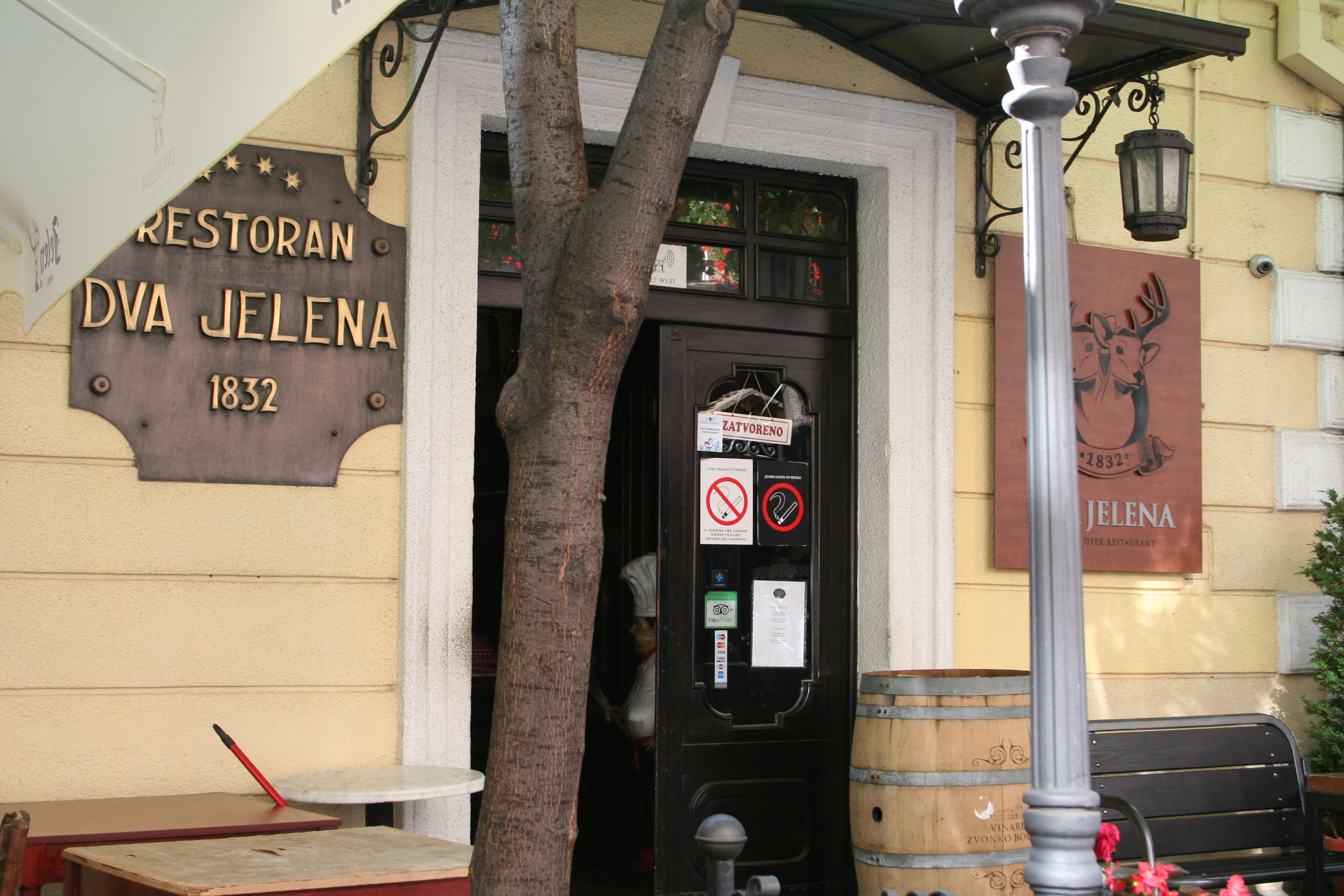